# نواة (جبر خطي)

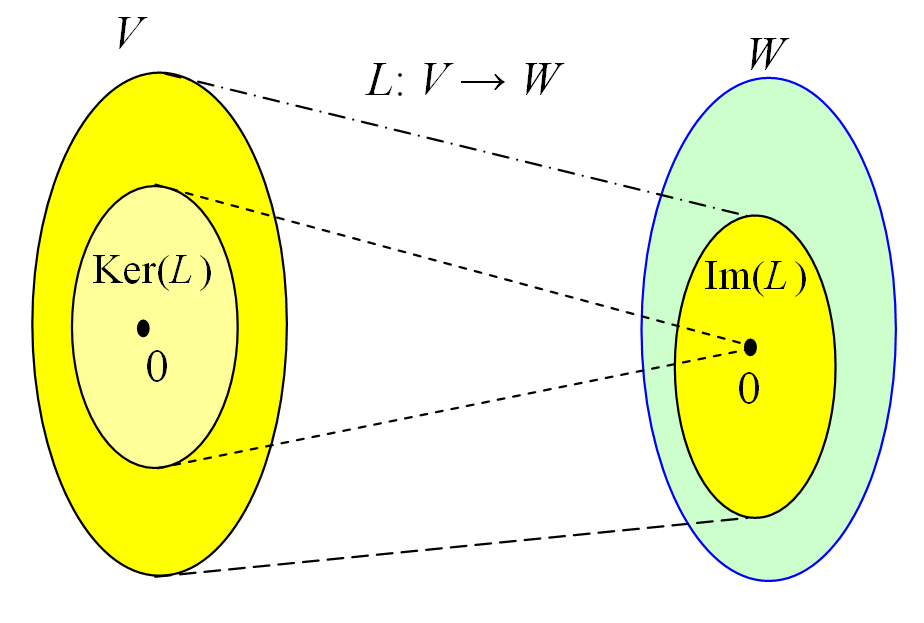
مثال للفضاء الفارغ وصورته

في الجبر الخطي والتحليل الدالي، النواة (ويعرف أيضاً بالفضاء الفارغ) للتحويل الخطي L : V → W بين فضائين متجهين V و W هي مجموعة من كل العناصر v من V التي لها L(v) = 0 حيث 0 يدل على متجه صفر في W. أي أن:
{\displaystyle \ker(L)=\left\{\mathbf {v} \in V|L(\mathbf {v} )=\mathbf {0} \right\}{\text{.}}}

## روابط خارجية
- Hazewinkel, Michiel, ed. (2001), "Kernel of a matrix", Encyclopedia of Mathematics  [لغات أخرى]‏ (بالإنجليزية), Springer, ISBN:978-1-55608-010-4
- Gilbert Strang, MITمحاضرة في الجبر الخطي عن الفضاءات الأربع الأساسية على غوغل فيديو، من المناهج التعليمية المفتوحة لمعهد ماساتشوستس للتكنولوجيا
- أكاديمية خان، مقدمة إلى فضاء المصفوفات الفارغ